# Carola Wimmer
Carola Wimmer (* 1. März 1970 in Berlin) ist eine deutsche  Kinderbuchautorin.

## Werdegang
Sie begann mit dem Schreiben von Kinderhörspielen für den Ostdeutschen Rundfunk Brandenburg, verfasste aber auch andere Texte. Später arbeitete sie in der Öffentlichkeitsarbeit und als Online-Redakteurin im Kinder- und Jugendbereich. Seit 2003 ist sie als Buchautorin tätig.
Wimmer heiratete im Mai 2013 den todkranken Schriftsteller und Maler Wolfgang Herrndorf, der sich im August 2013 das Leben nahm. Sie verwaltet dessen künstlerischen Nachlass.

## Werke (Auswahl)
- Alle für Ella. cbj, München 2022, ISBN 978-3-570-31461-6.
- Find me in Paris – Tanz durch die Zeit. cbj, München 2018, ISBN 978-3-570-17654-2.
- Hope – Für immer und ewig. cbj, München 2017, ISBN 978-3-570-22628-5.
- Hope – Traumpferd gefunden. cbj, München 2016, ISBN 978-3-570-17432-6.
- Hope – Sprung ins Glück. cbj, München 2015, ISBN 978-3-570-17273-5.
- Ostwind – Zusammen sind wir frei. cbj, München 2013, ISBN 978-3-570-15680-3.
- Diebischer Advent – ein Weihnachtskrimi in 24 Kapiteln. cbj, München 2013, ISBN 978-3-570-15668-1.
- Herr Hase jagt den Meisterdieb – Ein Osterkrimi zum Mitraten. cbj, München 2012, ISBN 978-3-570-15450-2.
- Der verschwundene Weihnachtsengel – Ein Weihnachtskrimi in 24 Kapiteln. cbj, München 2012, ISBN 978-3-570-15499-1.
- Es ist uns ein Stern erschienen – Eine äthiopisch-deutscher Briefwechsel in 24 Kapiteln. cbj, München 2011, ISBN 978-3-570-13986-8.
- Hänschen Hase im Zauberwald – Ein Osterbilderbuch mit Hasen, Bibern und anderen Tieren. cbj, München 2011, ISBN 978-3-570-15303-1.
- Hokuspokus, Verschwindibus! – Übers Sachenverlieren – und suchen. cbj, München 2009, ISBN 978-3-401-09288-1.
- Kleiner Pirat auf großer Fahrt – Ein Bilderbuch mit Schatzkarten und Piratendiplom. cbj, München 2009, ISBN 978-3-570-13595-2.
- Weihnachtszauber Sternenglanz – 24 Adventskalendergeschichten. cbj, München 2009, ISBN 978-3-570-13733-8.
- Ein Herz ist kein Dreieck – Ein Bilderbuch über Quadrate, Drei- und Vielecke. Wissen Media Verlag, Gütersloh/München 2008, ISBN 978-3-577-09226-5.
- Das ABC-Fest auf der Ritterburg – Mit Spaß das Alphabet lernen. Wissen Media Verlag, Gütersloh/München 2008, ISBN 978-3-577-09222-7.
- Die kleine Hexe Leonie und der Buchstabenzauber – Ein Buch um die Tücken von Vokalen und Konsonanten. Wissen Media Verlag, Gütersloh/München 2008, ISBN 978-3-577-09210-4.
- Isabella Zauberfee – Ein Bilderbuch mit Glitzer und Feenstaub. cbj, München 2006, ISBN 978-3-570-13168-8.
- Die Geisterjäger im Gruselhotel. cbj, München 2005, ISBN 978-3-570-13032-2.
- Trau dich doch, sagt die kleine Fee – Ein Bilderbuch, das Mut macht. Arena Verlag, Würzburg 2005, ISBN 978-3-401-08753-5.
- Nie wieder Stunk im Kinderzimmer. Arena Verlag, Würzburg 2004, ISBN 978-3-401-08605-7.